# Luis Diego del Castillo Caicedo
Luis Ignacio Diego Del Castillo Toledo Guevara y Caicedo (Sotaquirá, Virreinato de la Nueva Granada, 14 de marzo de 1707-Tunja, Boyacá, Virreinato de la Nueva Granada, 1777) fue un noble y político neogranadino, primer Marqués de Surba y Bonza, alférez real, alcalde ordinario de Santiago de Tunja y teniente general de la provincia de Tunja.
Fue oidor de la Real Audiencia de la Nueva Granada, colegial del Colegio Mayor de Nuestra Señora del Rosario y colegial del Colegio San Bartolomé. Nombrado como alcalde en 1731, alférez real en 1747 y en Tunja desempeñó los cargos de teniente general, regidor perpetuo y corregidor en 1748. Y fue alcalde ordinario y de la hermandad en Santafé.
Era poseedor del mayorazgo de San Lorenzo de Bonza, en años posteriores el rey Carlos III de España concedió dos títulos de Castilla a través del virrey Pedro Messía de la Cerda, uno para Jorge Miguel Lozano, que sería conocido como el marqués de San Jorge, y a Luis Ignacio Diego Castillo y Guevara que el 21 de noviembre de 1771 por medio de un despacho expedido a San Lorenzo del Escorial recibe, con el nombre de Marqués de Surba el honor real recordando el río que cruzaba el mayorazgo de San Lorenzo de Bonza y su casa solariega o castillo feudal del Bonza.
Se casó tres veces con Ana María Calvo hija del alcalde de Tunja Francisco Calvo, después con Rosa de León, hija de una familia descendiente de conquistadores y encomenderos y finalmente con Catalina Sanz de Santamaría, hija del capitán y alcalde de Santafé Nicolás Sanz de Santamaría. Su hijo Ignacio Javier del Castillo Sanz de Santamaría heredó el marquesado de Surba y el mayorazgo de San Lorenzo de Bonza.